# Second Acte de Succession

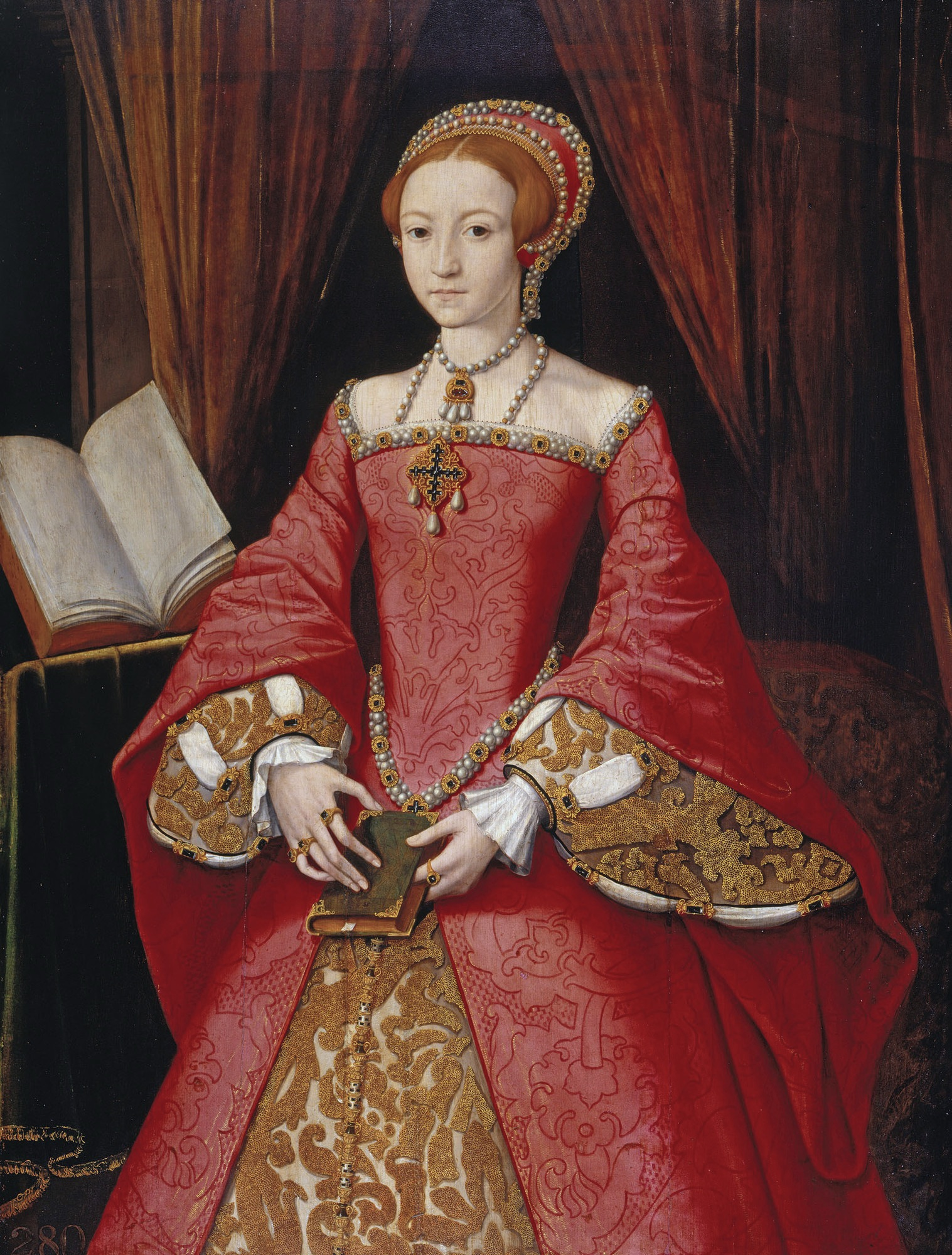
Élisabeth aux environs de 1546, artiste inconnu

Le Second Acte de succession est un texte de loi adopté par le Parlement d'Angleterre en juin 1536, pendant le règne d'Henri VIII.

## Dispositions de la loi
Le Second Acte de succession est officiellement intitulé Loi concernant la succession de la Couronne, et est également connu comme la Succession à la Couronne : Acte de Mariage 1536. Cet Acte, adopté après la condamnation et l'exécution d'Anne Boleyn pour trahison, évince à la fois sa fille, Élisabeth et Marie, la fille d'Henri et de sa première épouse, de l'ordre de succession. Il remplace le Premier Acte de Succession, qui avait déclaré Marie illégitime et fait d'Élisabeth la véritable héritière légitime. Cette nouvelle loi établit également qu'Élisabeth est une bâtarde. En conséquence, Henri se retrouve désormais sans enfant légitime en mesure d'hériter du trône après sa mort, jusqu'en octobre 1537, à la naissance de son fils Édouard. 
N'ayant aucune descendance légitime au moment de l'adoption de la loi, Henri, par cette loi s’octroie « pleine et plénière de la puissance et de l'autorité » le droit de choisir son successeur, s'il venait à mourir sans héritier direct, en le nommant dans les lettres patentes ou dans son testament.
Cette loi prévoit également plusieurs crimes de haute trahison menant à une interruption de la succession au trône de toute personne ainsi choisie, ou le fait de dire que les deux premiers mariages d'Henri avec Catherine d'Aragon et Anne Boleyn ont été valides, ou que son troisième mariage avec Jeanne Seymour est invalide, ou de dire que l'une de ses filles est légitime et que le fils issu de son troisième mariage ne l'est pas.
Cette loi exige aussi que certains des sujets du roi prêtent serment de respecter ces dispositions et établit comme une trahison le fait de refuser de prêter serment. Le pardon ne serait pas accordé aux personnes accusées de trahison en vertu de la loi, et en plus de la peine de mort infligée à toute personne reconnue coupable de trahison par l'interruption de la succession au trône, celle-ci doit également renoncer à toute revendication du trône.
Elle définit comme une trahison le fait de critiquer la peine de mort prononcée à l'encontre de Thomas More, en vertu de la loi de trahison de 1534. Thomas More est canonisé — saint Thomas More — en 1935.
Enfin, le simple fait de tenter d'abroger cette loi est désormais considéré également comme une trahison. Cette loi est cependant remplacée par le Troisième Acte de Succession de 1543, qui rétablit Marie et Élisabeth dans l'ordre de succession au trône, sans pour autant reconnaître leur légitimité.